# Seis principios de la pintura
Los Seis principios de la pintura son las prescripciones estéticas propias de la pintura china clásica, establecidas por Xie He (también conocido como Sie Ho), un precursor de la historia y crítica de arte de la China del siglo VI.
Enunciados como los Seis puntos a considerar cuando se juzga una pintura (绘画六法, Pinyin: Huìhuà Liùfǎ), aparecen en el prefacio de su obra El registro de la clasificación de los pintores antiguos (古画品录; Pinyin: Gǔhuà Pǐnlù), escrita en torno al año 550, y referida a prácticas que ya entonces se consideraban antiguas. Los principios, puntos o elementos para definir una obra pictórica son:
1. "Resonancia de espíritu" o vitalidad, que parece trasladar a la energía nerviosa transmitida desde el artista a la obra. La energía completa de una obra de arte. Xie He decía que, sin resonancia de espíritu, no hay necesidad de mirar más.
2. "Método del hueso" o manera de usar el pincel. No sólo se refiere a la textura y pincelada, sino a la estrecha relación entre escritura manual y personalidad. En su época, el arte de la caligrafía era inseparable de la pintura.
3. "Correspondencia con el objeto" o descripción de la forma, que incluiría el perfil y la línea.
4. "Adecuación al tipo" o aplicación del color, que incluye las capas, el valor y el tono.
5. "División y plan" o colocación y disposición, que corresponde a la composición, espacio y profundidad.
6. "Transmisión por copia" o copia de modelos, no sólo del natural, sino de obras de arte antiguas.

En español se usa la transcripción de los caracteres chinos: qi, yun, si, jing, bi y mo. Véase, por ejemplo, esta página.
- Datos: Q2560529